# Altadore
Altadore est un quartier résidentiel du centre-ville du quadrant sud-ouest de Calgary, en Alberta. Il est délimité par 33e Avenue SW et le quartier de Sud Calgary au nord et 14e rue SW à l'est, le quartier Garrison Woods et Crowchild Trail SW à l'ouest et 50th Ave SW au sud. Altadore fait partie de la Marda Loop Communities Association (MLCA) avec Garrison Woods et South Calgary. 

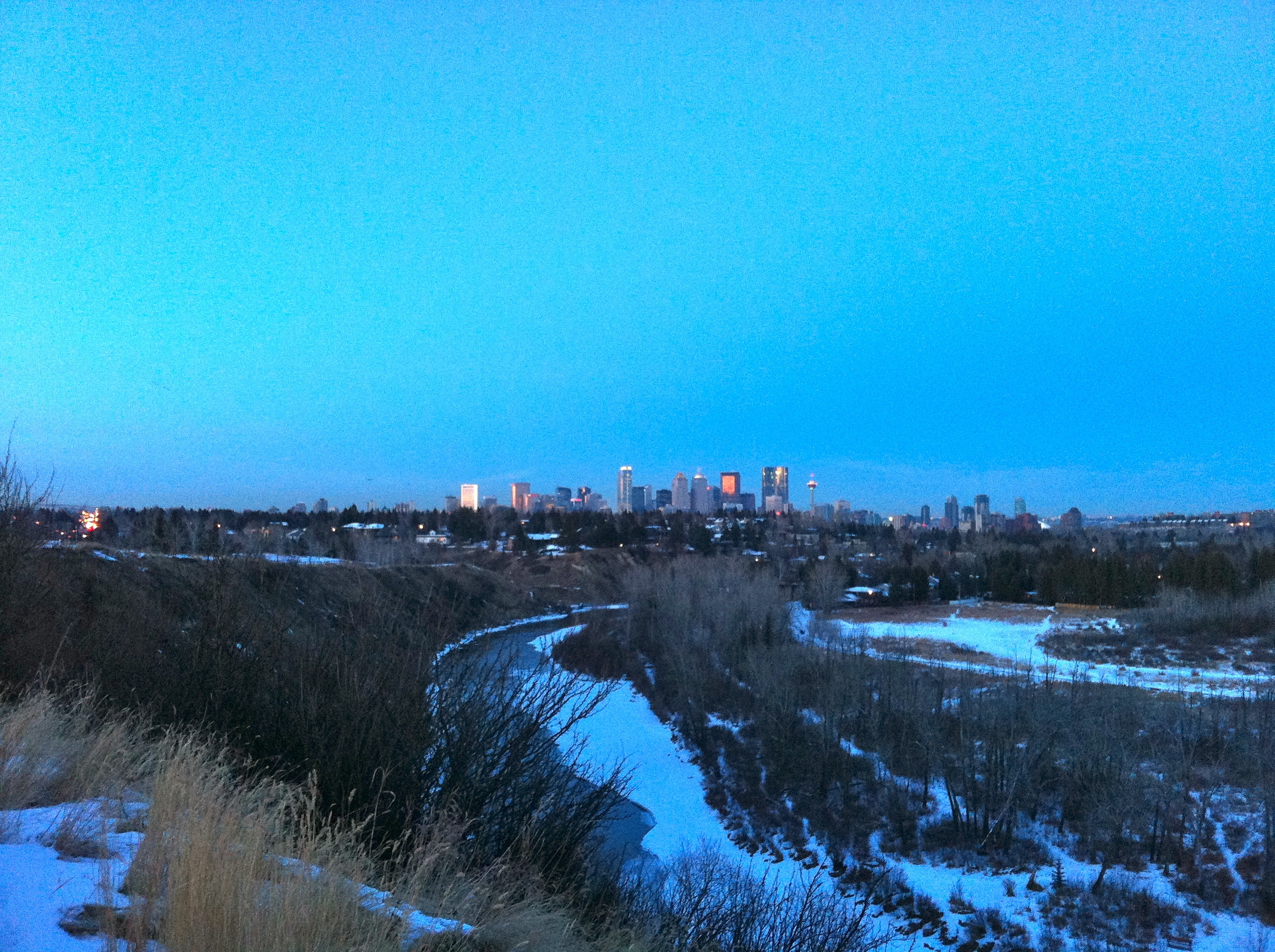

Altadore a été nommé l'un des meilleurs quartiers de Calgary en 2010 pour sa proximité avec River Park, l'un des meilleurs parcs de Calgary sur la rivière Elbow, Marda Loop, la zone de shopping en plein air la plus grande et la plus fréquentée de Calgary, et pour avoir une fête et une scène culturelle vibrante. La Marda Loop Business Revitalization Zone est située au sein de la communauté, le long des 33e et 34e avenues SW. Le quartier connaît un processus de gentrification avec de nombreuses maisons jumelées haut de gamme construites au cours des 15 dernières années. 
Altadore a été créé en 1945. Il est représenté au conseil municipal de Calgary par le conseiller du quartier 8. La communauté a mis en place un plan de réaménagement. 
La signification d' « Altadore » n'est pas claire.  Il peut avoir été nommé d'après un manoir du comté de Wicklow, en Irlande, ou il peut s'agir d'un mot-valise dont la première partie dérivait soit de « Alta », l'abréviation anglaise standard de l'Alberta, soit « alta » pour high (le quartier étant sur une colline), et dont la deuxième partie était dérivée de « dore », une version du français « d'or ».

## Démographie
Dans le recensement de 2018 de la ville de Calgary, Altadore (à l'exclusion de Garrison Woods, qui avait précédemment été inclus dans la zone de recensement d'Altadore) comptait 6 831 habitants dans 3 218 logements. En comptant Garrison Woods, avec une superficie de 2,9 km2 (1,1196962611 mi2), il avait une densité de population de 3 140/km2 (8 140/sq mi) en 2012. 
Données démographiques du quartier d'Altadore d'après le document du recensement municipal de 2018 :
- revenu médian des ménages de 130 638 $ (2015),
- 7% des résidents sont à faible revenu,
- 13% des résidents sont des immigrants,
- 29% des logements sont locatifs,
- 38% des logements sont détachés, 30% des jumelés / duplex, 9% des logements en rangée et 23% des appartements.

## Éducation
Altadore a deux écoles gérées par le Calgary Board of Education. Altadore Elementary, sur la 16e rue sud-ouest, de la maternelle à la sixième année, a été ouvert en 1952.  L'école Dr. Oakley, sur la 20e rue sud-ouest, pour les élèves ayant des troubles d'apprentissage de la troisième à la neuvième année. L'école Dr. Oakley était autrefois une école primaire et secondaire, mais elle a été réorientée au début des années 1980 en raison de la faible fréquentation.  
L'école secondaire publique désignée est l'école secondaire Mont-Royal dans le quartier Mont-Royal et l'école secondaire publique désignée est l'école Central Memorial High School située dans le quartier North Glenmore Park.
Il n'y a aucune école gérée par le Calgary Catholic School District situé à Altadore. Les élèves des écoles séparées fréquentent les écoles primaires et secondaires St. James et l'école secondaire Bishop Carroll.
Il y a également un certain nombre d'écoles privées à Altadore, dont le prestigieux Lycée Louis Pasteur (AEFE).